# Rottepeil
Het Rottepeil is de constante waterstand (peil) van de gekanaliseerde veenrivier de Rotte.
De waterstand in de Nieuwe Maas werd vroeger gemeten ten opzichte van het Rottepeil. 
Toen men gebruik ging maken van het Normaal Amsterdams Peil bleek het Rottepeil volgens nauwkeurige waterpassingen in 1893 van de ingenieur M.H. de Jongh, 0,603 meter onder NAP te liggen. Tegenwoordig (sinds 2015) houdt men 1,02 meter onder NAP aan.